# Медикасинское сельское поселение
Медикасинское се́льское поселе́ние — муниципальное образование в Цивильском районе Чувашии Российской Федерации.
Административный центр — деревня Медикасы.

## История
Статус и границы сельского поселения установлены Законом Чувашской Республики от 24 ноября 2004 года № 37 «Об установлении границ муниципальных образований Чувашской Республики и наделении их статусом городского, сельского поселения, муниципального района и городского округа».

## Население
| 2010 | 2012 | 2013 | 2014 | 2015 | 2016 | 2017 |
| ---- | ---- | ---- | ---- | ---- | ---- | ---- |
| 720  | ↘708 | ↘689 | ↘676 | ↘664 | ↘648 | ↘636 |
| 2018 | 2019 | 2020 | 2021 |      |      |      |
| ↘610 | ↘577 | ↘560 | ↘540 |      |      |      |

## Состав сельского поселения
| №  | Населённый пункт | Тип населённого пункта          | Население |
| -- | ---------------- | ------------------------------- | --------- |
| 1  | Анчиккасы        | деревня                         | ↗69       |
| 2  | Борзайкасы       | деревня                         | ↗51       |
| 3  | Вотланы          | деревня                         | ↗97       |
| 4  | Вторые Тюрары    | деревня                         | ↗68       |
| 5  | Калиновка        | деревня                         | ↗85       |
| 6  | Медикасы         | деревня, административный центр | ↗232      |
| 7  | Тюрары           | деревня                         | ↗188      |
| 8  | Хорнуй           | деревня                         | ↗26       |
| 9  | Шальчакасы       | деревня                         | ↗84       |
| 10 | Юськасы          | деревня                         | 18        |